# Ernst Gräfenberg
Ernst Gräfenberg (26. září 1881, Adelebsen – 28. října 1957, New York) byl německý gynekolog a vědec.

## Biografie
Narodil se v Adelebsenu poblíž Göttingenu. Studoval medicínu na univerzitách v Göttingenu a Mnichově a doktorát obdržel 10. března 1905. Následně začal pracovat jako oftalmolog na univerzitě ve Würzburgu, ale poté se přesunul do gynekologicko-porodního oddělení univerzity v Kielu, kde zveřejnil spisy o metastázách při rakovině („Gräfenbergerova teorie“) a fyziologii implantace vajíčka.
V roce 1910 začal pracovat jako gynekolog v Berlíně a započal práci na vědeckých studiích na univerzitě v Berlíně o fyziologii lidského rozmnožování. Během první světové války působil jako lékařský důstojník a stále publikoval spisy, většinu z nich o ženské fyziologii.
V důsledku vzestupu nacismu v Německu byl Gräfenberg, jakožto židovský lékař, donucen vzdát se roku 1933 postu vedoucího gynekologicko-porodního oddělení v Berlíně. Díky tomu, že věřil v záchranu, i nadále zůstal v Německu. V roce 1937 byl uvězněn za údajné pašování cenné známky z Německa. Díky intervenci přátel z Mezinárodní společnosti sexuologie mu bylo v roce 1940 umožněno opustit Německo a emigrovat do Kalifornie ve Spojených státech amerických. Zemřel 28. října 1957 v New Yorku.
Slávu získal díky studiím ženských pohlavních orgánů a ženské fyziologie. Publikoval spisy včetně „Role močové trubice v ženském orgasmu“ z roku 1950, ve kterém popsal ženskou ejakulaci a erotickou zónu, kde je močová trubice nejblíže vaginální stěně. V roce 1981 po něm pojmenovali sexuologové John D. Perry a Beverly Whipple tuto oblast jako Gräfenbergův bod. Známá je ovšem pod názvem bod G.